# Ja, so ein Mann bin ich!
Ja, so ein Mann bin ich! ist ein Lustspiel des Fernsehens der DDR aus dem Jahre 1980. Er wurde von Hans-Joachim Preil inszeniert, die Dramaturgie übernahm Goetz Jaeger.

## Handlung
Nach der vorzeitigen Rückkehr von einer Dienstreise aus Leipzig kommen Regina Schönfelder und ihre Freundin Rosemarie Kramer auf eine Schnapsidee. Regina willigt ein, ihren braven, aber etwas unbeholfenen Ehemann und peniblen Wissenschaftler Peter, mit dem sie seit über einem Jahr glücklich verheiratet ist, einem Treuetest zu unterziehen. Der ahnt nichts davon. Sein Freund und Nachbar, der Aktfotograf Konrad (Conny) Förster, und sein Onkel Ewald, Apotheker aus Nerchau, mit seiner Tochter Gisela bringen für Peter allerlei Verwicklungen und Missverständnisse. Am Ende des Schwankes lösen sich alle Probleme auf, und der Hauptakteur des Stückes kann behaupten: Ja, so ein Mann bin ich! – was im doppelten Sinne zu verstehen ist, denn das Stück wurde dem Schauspieler Dieter Mann von Hans-Joachim Preil auf den Leib geschrieben.